# 박영신 (디자이너)
박영신(1959년 ~ )은 대한민국의 그래픽 디자이너이자 일러스트레이터, 아트 디렉터이다. 서울대학교 응용미술과에서 시각디자인을 전공하고 이화여자대학교 미술대학원 정보디자인학과에서 석사 학위를 받았으며, 명지대학교에 출강했다. 1983년에 웅진출판사에 입사해 출판 디자인을 시작했고, 이후 '뿌리깊은나무' 출판사에서 1984년 창간한 잡지 《샘이깊은물》 디자인에 참여해 7년 동안 일했다. 도서출판 보리에서 그림책 작가로 출간한 《이 세상의 황금 고리》, 《아가씨와 여우》가 각각 Biennial of illustrations Bratislava의 2015, 2019 연감에 수록되어 있다. 신SW 상품대상 정보통신부 장관상을 수상한 《세밀화로 그린 식물·동물도감 CD》의 CD와 구성품, 패지키를 디자인했으며, 한국어린이도서상을 받은 《세밀화로 그린 보리 아기 그림책》과 《나무도감》, 《곤충도감》을 비롯해 다수의 책을 디자인했다. 2020년에 대한출판문화협회, 제50회 한국출판공로상을 수상했으며, 현재(2021년 12월 기준) 1989년에 설립된 그래픽디자인 회사 이안디자인의 아트디렉터로 활동하고 있다.

## 생애

### 초기 (1959~1982)
박영신은 1959년 수원에서 태어나 자랐으며 서울대학교 응용미술과(시각디자인 전공)에서 공부했다. 1981년 대학 졸업 후 MJC커피에서 2년간 일하며 패지키, 리플렛, 제품 디스플레이 관련 디자인을 했다. 이후 명지대학교에 출강하며 이화여자대학교 미술대학원 정보디자인학과에 들어가 1996년에 석사 학위를 받았다. 

### 편집 디자이너 (1983~1991)
박영신은 1983년 웅진출판사에 입사해 본격적으로 출판 디자인에 참여하기 시작했다. 디자이너들이 주도적으로 책을 만드는 분위기였던 웅진 출판사에서 《어린이마을》 구성 세트 중 《어머니책》을 만들었다. 박영신은 당시를 회고하며 "《어린이마을》은 아이들과 자연, 생태, 공동체적인 '관계'를 만든 첫 번째 책이었어요. 《어머니책》은 어머니를 자기 아이의 교육적 성취에 매몰되지 않고, 모든 아이들이 자라는 교육환경이나 정치, 경제, 사회에 대해서 함께 숙고하고, 같이 갈 수 있는 주체로 생각해서 책을 만들어 냈어요."라고 말한 바 있다. 1년 뒤 《샘이깊은물》 창간 소식을 듣고 '뿌리깊은나무'에 들어가 7년간 일했다. 《샘이깊은물》 창간 후 이용주와 함께 새로운 디자인을 제안하며 잡지의 인상을 바꾸어 나갔으며 이후 해당 잡지의 미술 차장(수석 디자이너)이 되었다. 1981년 첫 책을 시작으로 1992년 20권으로 완간된 《민중자서전》 시리즈 중 6~15권을 세 명의 디자이너와 함께 디자인했다. 1990년 매킨토시 쿼크익스프레스를 사용하는 DTP 시스템을 도입해 출판 디자인 환경의 변화에 적응했다. 또한, 1989년에 인하우스 디자이너가 아닌 독립된 디자이너로서 자체 개발 상품 디자인을 시도하기도 했다. 이런 시도는 2008년 이후에도 계속 되었다.

### 어린이 책 디자이너 (1992~)
도서출판 보리에서 발간된 다수의 책을 기획하고 디자인했으며 그 중 1996년부터 시작되어 전 30권으로 완간 된 《세밀화로 그린 보리 아기 그림책》은 제 16회 대한출판문화협회 한국어린이도서상(기획편집 부문)을 수상했다. 도서출판 보리에서 디자인 및 디렉팅을 맡아 어린이를 위한 사전 《보리국어사전》, 《어린이 도감》, 《큰도감》 등 방대한 양의 자료를 간결하게 정리하는 디자인을 해 오고 있다.

### 일러스트레이터, 그림책 작가 (2001~)
박영신은 1995년부터 개인 일러스트레이션, 그림책 작업을 지속해 나갔다. 2001년부터는 '개똥이그림책' 시리즈의 《마음씨 고운 풀》의 작가로 활동하기 시작했으며, 현재(2021년)까지 그림책 작가로서 만든 총 6권의 책이 출간되었다. 《이 세상의 황금 고리》, 《뭔가와 땅가》, 《아가씨와 여우》는 글과 그림, 디자인을 모두 담당했다.

## 작품 세계

### 사람과 사회를 향한 관심
박영신은 출판사 '뿌리깊은나무'에서 이상철 미술편집위원(아트디렉터)을 주축으로 이영미, 이용주, 김선경과 함께 1984년 창간한 《샘이깊은물》을 디자인했다. 《샘이깊은물》은 사회에서 요구하는 전형적인 여성상이 아닌 '사람'을 다루는 잡지를 표방하였고 여성 성매매 산업 등 여성이 억압받는 구조를 비판하기도 했다. 해당 잡지의 발문 서체가 여성의 목소리를 당당한 인상으로 표현하기 위해 이용주와 박영신의 제안으로 명조 계열에서 고딕 계열 서체로 바꾸었고, 제목 글자도 굵은 서체로 변경했다. 또, 본문 속에서 글과 화보의 특성이 잘 드러나는 방식으로 디자인했다. 매 호의 표지는 평범한 일반 여성의 얼굴을 흑백으로 전환한 사진 이미지가 사용되었는데 이는 80년대 당시 진보적인 디자인이었다. 《샘이깊은물》 이후 한국 출판 디자인계에서 실험적인 시도가 계속되었다.

### 생명, 자연, 공존에의 탐구
박영신의 일러스트이션 작품 주제는 생명, 자연, 생태계와 그로부터 파생된 다양성, 공존, 조화를 다룬다고 밝힌 바 있다. 그는 디자인 활동 초기에 일한 웅진출판사의 《어린이마을》의 주제 의식에 감명받고 그것이 깊이 각인되었다고 한다. 《어린이마을》은 어린이와 주변 환경의 관계를 담은 책으로 생명과 삶의 철학을 다룬 책이다. 박영신은 이어 같은 출판사의 《어머니책》을 디자인했는데, 어머니와 아이의 관계를 수직적인 관계로 해석하기 보다 사회, 이웃, 자연에 관해 함께 고민할 수 있는 관계임을 표현하고자 했다. 이 주제는 2000년대 이후 그림책 작가로 활동하면서 만든 책들의 주제로 연결된다. 직접 지은 그림책 《이 세상의 황금 고리》에서는 생태계와 먹이사슬을 색상 대비를 활용해 표현하여 결국 생태계 구성원이 공존해야함을 전달하며, 《뭔가와 땅가》에서는 세상과 생명체가 탄생하고 성장하는 이야기를 세계 민족의 문양을 기반으로 직선, 곡선, 나선, 계단형 등 여러 형태로 변환하여 그렸다.

## 전시
- 2008 Seoul Design Festival 2008 _ Innertime
- 2009 Seoul Design Festival 2009 in Milano _ Innertime
- 2009 Seoul Design Festival 2009 in Berlin _ Innertime
- 2009 Seoul Design Olympiad _ Innertime
- 2010 Seoul Design Market _ Innertime
- 2010 Solo Graphic Illust Exhibition/ 마포디자인클러스터
- 2011 Korea Bookart Exhibition/ In the paper Gallery
- 2011 Korea Bookart Exhibition/ 갤러리 페이지
- 2012 Solo Graphic Illust Exhibition/ 삼원페이퍼갤러리 제2전시관
- 2012 Korea Bookart Exhibition/ 한국 공예디자인 문화진흥원
- 2012 Korea Bookart Exhibition/ 갤러리 페이지
- 2013 필라델피아 대학 교류전/ 필라델피아 프린트메이킹갤러리
- 2013 북아트로 보는 가든전/ 2013순천만국제정원박람회기념 국립순천대학교 박물관
- 2013 Korea Bookart Exhibition/ Coex
- 2015 Korea Bookart Exhibition/ Coex
- 2015 Korea Bookart Exhibition: 예술로서의 책, 10년의 날개를 달다/최정아 사각형
- 2016 Korea Bookart Exhibition: 책은 왜 사각형이어야 하는가/ 갤러리 사각형
- 2017 Thinking Things Book Art Duo Exhibition

## 수상
- 1982 국제관광공사(현 한국관광공사) 관광포스터콘테스트 우수상
- 1985 JCA(Japan Creator's Association), 《noAH》, Golden Time(담배 패키지) 수록
- 2011 한국간행물윤리위원회 디자인이좋은책 장려상 (수상작: 생쥐신랑)
- 2020 제50회 한국출판공로상 디자인 부문

## 작품목록

### 출판 디자인
- 이이화 외 지음, 《숨어사는 외톨박이 1,2》, 뿌리깊은나무, 1991
- 《뿌리깊은나무 민중자서전》 6~15권, 뿌리깊은나무 ,1981~1992
- 《샘이 깊은 물》 1991년까지의 판본, 뿌리깊은나무, 1984-1997
- 윤구병 외 지음, 《도토리 계절 그림책》 4권, 보리, 1997 (그림: 이태수)
- 박경진 외 지음, 《개똥이 그림책》 전 50권, 보리, 2000 (그림: 김효순)
- 심조원 외 지음, 《달팽이 과학동화》 전 40권, 보리, 2000 (그림: 김은주 외)
- 도토리 지음, 《도토리 주머니 도감》 전 3권, 보리, 2003
- 윤구병 지음, 《아기아기 우리아기》 15권, 보리, 2008 (그림: 안경자 외)
- 《세밀화로 그린 보리 아기 그림책》 30권, 보리, 1996-2008 (그림: 이태수, 이제호 외)
- 조현 외 지음, 《겨레 전통 도감》 전 5권, 보리, 2008-2010 (그림: 김근희 외)
- 김황 외 지음, 《더불어 생명》 1~4권, 한솔수북, 2009-2010 (그림: 이승원 외)
- 이태수 지음, 《해와 나무 아기 그림책》 전 9권, 해와나무, 2010 (그림: 이태수)
- 《Stay connected》 전시 브로슈어, 2011
- 《Cocoon》 전시 브로슈어, 2011
- 《The Scent of Serenity》 전시 브로슈어, 2011
- 보리 지음, 《달팽이 애니메이션 과학동화》 전 3권, 보리, 2011 (그림: 마장박 스튜디오)
- 이성실 지음, 《물들숲그림책》 1~9권, 비룡소, 2012~2015 (그림: 권정선 외)
- 홍영우 외 지음, 《온 겨레 어린이가 함께 보는 옛이야기》 전 20권, 보리, 2010~2016 (그림: 홍영우)
- 명정구 외 지음, 《큰도감(세밀화로 그린 보리 큰도감 세트)》 10권, 보리, 2013-2019 (그림: 권혁도 외)
- 《세밀화로 그린 보리 어린이 도감》 13권, 보리, 2004-2021 (그림: 권혁도 외)
- 토박이 사전 편찬실 지음, 윤구병 감수 《보리국어사전》, 보리, 2008-2020
- 하종강 외 지음, 《어린이 책도둑 시리즈》 1~18권, 철수와영희, 2018~ (그림: 김규정 외)
- 명정구 지음, 《한반도 바닷물고기 세밀화 대도감》, 보리, 2021 (그림: 조광현)
- 김현태 외 지음, 《세밀화로 그린 보리 산들바다도감》, 1~18권, 보리, 2016~ (그림: 이우만 외)

### 일러스트레이션
- 《Homo ludens》, 2008
- 《Muse》, 2009
- 《Apple Diva》, 2009
- 《Pine Tree Diva》, 2009
- 《폴립》, 2010
- 《Sea stars》, 2010
- 《입자》, 2012
- 《Ten》, 2015

### 음반 디자인
- 황병기, 《황병기 가야금 창작곡집》, 1985
- 뿌리깊은나무, 《한반도의 슬픈소리》, 《산조전집》, 《판소리전집》, 1989~1991

### 저서
- 박영신 지음, 《이 세상의 황금 고리》, 보리, 2015 (그림: 박영신)
- 박영신 지음, 《뭔가와 땅가》, 보리, 2017 (그림: 박영신)
- 박영신 지음, 《아가씨와 여우》, 보리, 2019 (그림: 박영신)